# SSP級軟式飛行船
SSP級軟式飛行船
- 用途：哨戒
- 分類：軟式飛行船
- 設計者：RNASキングスノース
- 製造者：
- 運用者：イギリス海軍
- 生産数：6隻
- 運用開始：1917年1月
- 退役：1917年6月
- 運用状況：退役

SSP級軟式飛行船（Submarine Scout Pusher、潜水艦・哨戒・推進式）とは、第一次世界大戦中のイギリスにおいて、初期のSS級飛行船の後継として開発された飛行船である。並行開発されたSSZ級軟式飛行船より劣ることが判明したため、数隻の製造に留まった。こうした飛行船の主な任務は輸送船団を護衛し、ドイツUボートの哨戒や捜索にあたることだった。

## 設計と開発
1916年、SS級を元とし、RNASキングスノースで設計が始められた。この操縦室はより高い快適さを求めて作られており、ただ単に航空機の胴体部分を採用してあてがうというものではなくなった。SSP級の操縦室は長方形の横断面を持っており、先端は鈍められた形で、3名の搭乗員を収容できた。
名前が指し示すように、SSP級は、操縦室後方の架台上に据え付けられた出力100hp(75kw)のグリーン・エンジン1機によって動かされた。推力は推進式に取り付けられた、直径2.7mの4翅プロペラによって生み出された。後、SSP級のうち4隻は75hp(56kw)のロールスロイス・ホーク・エンジンに換装した。
6隻のSSP級軟式飛行船が1917年1月から6月まで任務に就いたが、SSZ級軟式飛行船の成功により、このタイプの飛行船がSS級軟式飛行船の標準的な派生型となることが決定され、またSSP級飛行船の計画は終了となった。

## 使用国
イギリス
- イギリス海軍

## 諸元
データは以下に基づく。
主要諸元
- 乗員：3名
- 全長：43.7m
- 直径：9.1m
- 全高：13.2m
- 容積：2,000立方m
- 実用搭載重量：710kg
- 主機：グリーン・エンジン1機、100hp (75kW)。後にロールスロイス・ホーク、75hp(56kw)

性能
最高速度：84km/h
滞空時間：24時間
上昇率：2.5m/s